# Pasquale Minuti
Pasquale Minuti (San Benedetto del Tronto, 16 febbraio 1965) è un allenatore di calcio ed ex calciatore italiano, di ruolo centrocampista.

## Carriera

### Giocatore
Cresce nel vivaio della Sambenedettese ed esordisce in giovane età in Serie B, dove trova poco spazio. Viene ceduto quindi alla Lucchese. Nella seconda metà degli anni ottanta indossa diverse maglie fino ad approdare al Licata, in Serie B, dove retrocede nella stagione 1989-1990.
L'anno successivo torna alla Sambenedettese, che era retrocessa in Serie C2. In questa annata realizza 11 gol e ottiene la promozione in Serie C1; nei due anni successivi rimane a San Benedetto del Tronto, dove il club riesce a salvarsi in entrambi i casi prima di fallire.
Successivamente veste le maglie di Giulianova (con promozione in Serie C2), Avellino (dove ottiene una promozione in Serie B), Ascoli e Pisa. Dopo l'avventura toscana continua a giocare in club non professionistici delle Marche; nel 2004-2005, quarantenne, viene chiamato dalla Maceratese per fare da giocatore-vice allenatore di Francesco Nocera (ex capitano dell'Ancona) e gioca 2 gare realizzando una rete.

### Allenatore
Nel 2006-2007 si siede sulla panchina della Cuprense, in Promozione, e la porta alla salvezza. Nella stagione successiva vince i play-off contro la Fermana e porta la squadra a giocare in Eccellenza. Nel giugno 2008 viene chiamato per allenare, questa volta non da vice, la Maceratese. La squadra chiude la stagione con la retrocessione dalla Serie D. Nel 2009 inizia l'avventura nella Sambenedettese appena fallita, che ripartì dall'Eccellenza; dopo appena due giornate, avendo totalizzato un punto, si dimette dall'incarico per lasciar posto a Ottavio Palladini.
Nel 2010 viene chiamato alla guida del Montegranaro in Eccellenza dove ottiene la salvezza. Dal 16 dicembre 2011 subentra alla guida del Ripatransone United. Nel 2012 è alla Truedentina .Nella stagione 2014-2015 viene chiamato sulla panchina dell'Atletico Azzurra Colli in Prima Categoria, con cui vince il campionato e viene confermato per la stagione successiva in Promozione. Si ripete anche col Valdichienti Ponte nella stagione 2017-2018 dove subentra a campionato in corso e conduce la squadra alla promozione attraverso i play-off.

## Palmarès

### Giocatore
- Coppa Italia Serie C: 1

Sambenedettese: 1991-1992

### Allenatore
- Prima Categoria: 1

Atletico Azzurra Colli: 2014-2015